# Chrysobothris trinervia
Chrysobothris trinervia es una especie de escarabajo del género Chrysobothris, familia Buprestidae. Fue descrita científicamente por Kirby en 1837.
Mide entre 10-13 mm.